# Papuascincus
Papuascincus este un gen de șopârle din familia Scincidae.

Cladograma conform Catalogue of Life:
| Papuascincus | \| \| Papuascincus buergersi \| \| \| \| \| \| Papuascincus morokanus \| \| \| \| \| \| Papuascincus phaeodes \| \| \| \| \| \| Papuascincus stanleyanus \| \| \| \| |
|              | \| \| Papuascincus buergersi \| \| \| \| \| \| Papuascincus morokanus \| \| \| \| \| \| Papuascincus phaeodes \| \| \| \| \| \| Papuascincus stanleyanus \| \| \| \| |
|              | Papuascincus buergersi |
|              | |
|              | Papuascincus morokanus |
|              | |
|              | Papuascincus phaeodes |
|              | |
|              | Papuascincus stanleyanus |
|              | |